# Lancer du javelot masculin aux Jeux olympiques d'été de 1924
Pour un article plus général, voir Athlétisme aux Jeux olympiques d'été de 1924.
Navigation
Anvers 1920 Amsterdam 1928
L'épreuve du lancer du javelot masculin aux Jeux olympiques de 1924 s'est déroulée le 6 juillet 1924 au Stade olympique Yves-du-Manoir de Paris, en France.  Elle est remportée par le Finlandais Jonni Myyrä.

## Résultats

### Finale
| Rang               | Athlète                | Qual. | 1     | 2     | 3   | Marque |
| ------------------ | ---------------------- | ----- | ----- | ----- | --- | ------ |
| Médaille d'or      | Jonni Myyrä (FIN)      | 59.30 | ~60   | 62.96 | ~58 | 62.96  |
| Médaille d'argent  | Gunnar Lindström (SWE) | 60.81 | ~60   | 60.92 |     | 60.92  |
| Médaille de bronze | Eugene Oberst (USA)    | 57.98 |       |       |     | 57.98  |
| 4                  | Yrjö Ekqvist (FIN)     | 56.15 | 57.56 |       |     | 57.56  |
| 5                  | William Neufeld (USA)  | 56.96 |       |       |     | 56.96  |
| 6                  | Erik Blomqvist (SWE)   | 56.15 |       |       |     | 56.15  |